# Calasesia
Calasesia is een geslacht van vlinders uit de familie wespvlinders (Sesiidae), onderfamilie Sesiinae.
Calasesia is voor het eerst wetenschappelijk beschreven door Beutenmüller in 1899. De typesoort is Pyrrhotaenia coccinea.

## Soort
Calasesia omvat de volgende soort:
- Calasesia coccinea (Beutenmüller, 1898)